# Липненська сільська рада (Ківерцівський район)
Липненська сільська рада — орган місцевого самоврядування у Ківерцівському районі Волинської області з адміністративним центром у с. Липне.

## Населені пункти
Сільській раді підпорядковані населені пункти:
- с. Липне

## Населення
Згідно з переписом УРСР 1989 року чисельність наявного населення сільської ради становила 1949 осіб, з яких 917 чоловіків та 1032 жінки.
За переписом населення України 2001 року в сільській раді мешкало 1927 осіб.

### Мова
Розподіл населення за рідною мовою за даними перепису 2001 року:
| Мова       | Відсоток |
| ---------- | -------- |
| українська | 99,80 %  |
| російська  | 0,15 %   |
| білоруська | 0,05 %   |

## Склад ради
Рада складається з 14 депутатів та голови.

## Керівний склад сільської ради
| ПІБ                    | Основні відомості                                     | Дата обрання | Дата звільнення |
| ---------------------- | ----------------------------------------------------- | ------------ | --------------- |
| Мазнюк Юрій Васильович | Сільський голова, 1988 року народження, позапартійний | 10.11.2015   |                 |

Примітка: таблиця складена за даними джерела